# 고르카 이라이소스
고르카 이라이소스 모레노(Gorka Iraizoz Moreno, 1981년 3월 6일~)는 스페인의 전직 축구 선수이다. 1999년 'CD 바스코니아' 입단으로 프로축구에 데뷔하였다. 아틀레틱 빌바오에서 오랜 기간 주전으로 활약했다.